# Frank Hsieh
Hsieh Chang-ting (謝長廷T, Xiè ChángtíngP, Hsieh Ch'ang T'ingW, Pe̍h-oē-jī: Siā Tiông-têng o Chiā Tiông-têng, noto anche con il nome inglese Frank Hsieh; Dadaocheng, 18 maggio 1946) è un politico taiwanese.

## Biografia
Membro del Partito Democratico Progressista, era sindaco della città di Kaohsiung fino alla sua designazione a Premier della Repubblica di Cina da parte del Presidente Chen Shui-bian il 1º febbraio 2005, incarico da cui si dimise il 17 gennaio 2006. Hsieh è il candidato del DPP per le presidenziali del 2008.
Candidatosi alle comunali di Taipei nel 2006, Hsieh perde contro il candidato del KMT Hau Lung-pin con uno scarto di 166216 voti. Comunque, il risultato ottenuto è migliore delle aspettative.
Nel Febbraio 2007, guida la delegazione di Taiwan alla 55ª edizione del United States National Prayer Breakfast, a Washington, ospitato dal US Congressional Committee.
Il 16 febbraio 2007 annuncia il suo interesse per la sua candidatura per le Presidenziali del 2008, vince le primarie con il 45%.
A luglio visita gli Stati Uniti, il viaggio è soprannominato "Amore e fiducia".
A proposito dell'idea di Ma Ying-jeou di un "cross-strait common market" Hsieh sostiene che se Taiwan focalizza la propria attenzione solo sull'economia, finirà per diventare come Hong Kong e Macao, in cui l'unico scopo nella vita è fare soldi. Il fine della politica, afferma, deve essere anche perseguire la felicità della gente.